# Tyrotama taris
Tyrotama taris är en spindelart som beskrevs av Foord och Ansie S. Dippenaar-Schoeman 2005. Tyrotama taris ingår i släktet Tyrotama och familjen Hersiliidae. Inga underarter finns listade i Catalogue of Life.